# Уэлдон, Дэйв
Дэвид Джозеф Уэлдон (англ. David Joseph Weldon; род. 31 августа 1953 года) — американский политик и врач. Он был членом Палаты представителей США от Республиканской партии, представлявшим 15-й избирательный округ Флориды.
В ноябре 2024 года Дональд Трамп назначил Уэлдона директором Центров по контролю и профилактике заболеваний.

## Биография

### Ранняя жизнь, образование и медицинская карьера
Уэлдон родился в Амитивилле, штат Нью-Йорк, на Лонг-Айленде у Анны (урожденной Малларди) и Дэвида Джозефа Уэлдона-старшего. После окончания Университета Стоуни-Брук в 1978 году он получил степень доктора медицины в Медицинской школе Университета в Буффало в 1981 году.
Уэлдон служил в армии США с 1981 по 1987 год и в резерве армии США с 1987 по 1992 год. Он работал врачом во Флориде, получив степень доктора медицины.

### Палата представителей США
В 1994 году Уэлдон решил баллотироваться в 15-м избирательном округе Флориды, освобождённом конгрессменом-демократом США Джимом Бахусом. Он был одним из семи республиканцев, подавших заявку на участие в предварительных выборах. 8 сентября он занял первое место с 24 % голосов, но не смог преодолеть 50%-ный порог для полной победы Во втором туре выборов 4 октября он победил Кэрол Джин Джордан со счетом 54-46 %. На всеобщих выборах в ноябре он победил демократа Сью Манси со счетом 54-46 %.
В 1996 году выиграл переизбрание на второй срок, победив Джона Л. Байрона со счетом 51-43 %. В 1998 году выигралпереизбрание на третий срок, набрав 63 % голосов. В 2000 году выиграл переизбрание на четвёртый срок, набрав 59 % голосов. В 2002 году выиграл переизбрание на пятый срок, набрав 63 % голосов. В 2004 году выиграл переизбрание на шестой срок, набрав 65 % голосов.
В 2006 году бывший кандидат в президенты Боб Боумен, демократ, бросил вызов Уэлдону в 2006 году. Действующий президент собрал значительно больше средств на кампанию, чем Боумен. К концу сентября общая сумма Уэлдона составила 673 321 доллар против 21 944 долларов у Боумена. Уэлдон также отказался от дебатов с Боуменом во время кампании. На ноябрьских выборах Уэлдон получил 125 596 голосов против 97 947 у Боумена. Уэлдон был переизбран на седьмой срок, набрав 56 % голосов.
25 января 2008 года, заявив, что «он никогда не хотел быть профессиональным политиком», Уэлдон объявил, что не будет баллотироваться на восьмой срок и вернется к своей медицинской практике. Он поддержал сенатора штата Билла Поузи в качестве своего преемника.
В ответ на судебную тяжбу по поводу удаления зонда для кормления Терри Скьяво Уэлдон внёс законопроект, требующий пересмотра дела федеральным правительством. Уэлдон, имеющий медицинское образование, считал, что Скьяво не находится в вегетативном состоянии. Он подтвердил свою веру, сказав: «Она реагирует на словесные стимулы, она пытается издавать звуки, она следит глазами, она проявляет эмоции, она пытается поцеловать своего отца».
В декабре 2005 года Уэлдон объединился с несколькими другими конгрессменами, чтобы сформировать Second Amendments, двухпартийную рок- и кантри-группу, которая должна была играть для войск США, размещенных за рубежом, в праздничный сезон. Уэлдон играет на бас-гитаре.
Во время своего пребывания в Конгрессе Уэлдон поднимал вопросы о безопасности вакцин от кори, эпидемического паротита и краснухи, а также о безопасности Гардасила, вакцины, которая защищает от вируса папилломы.